# Dennis Darling
Dennis Darling (Nassau, Bahamas, 6 de mayo de 1975) es un atleta bahameño, especialista en la prueba de 4x400 m, en la que ha logrado ser medallista de bronce mundial en 2003.

## Carrera deportiva
En el Mundial de París 2003 ganó la medalla de bronce en el relevo de 4x400 metros, con un tiempo de 3:00.53 segundos, tras Francia y Jamaica, y siendo sus compañeros de equipo: Avard Moncur, Nathaniel McKinney y Chris Brown.